# Primer ministre

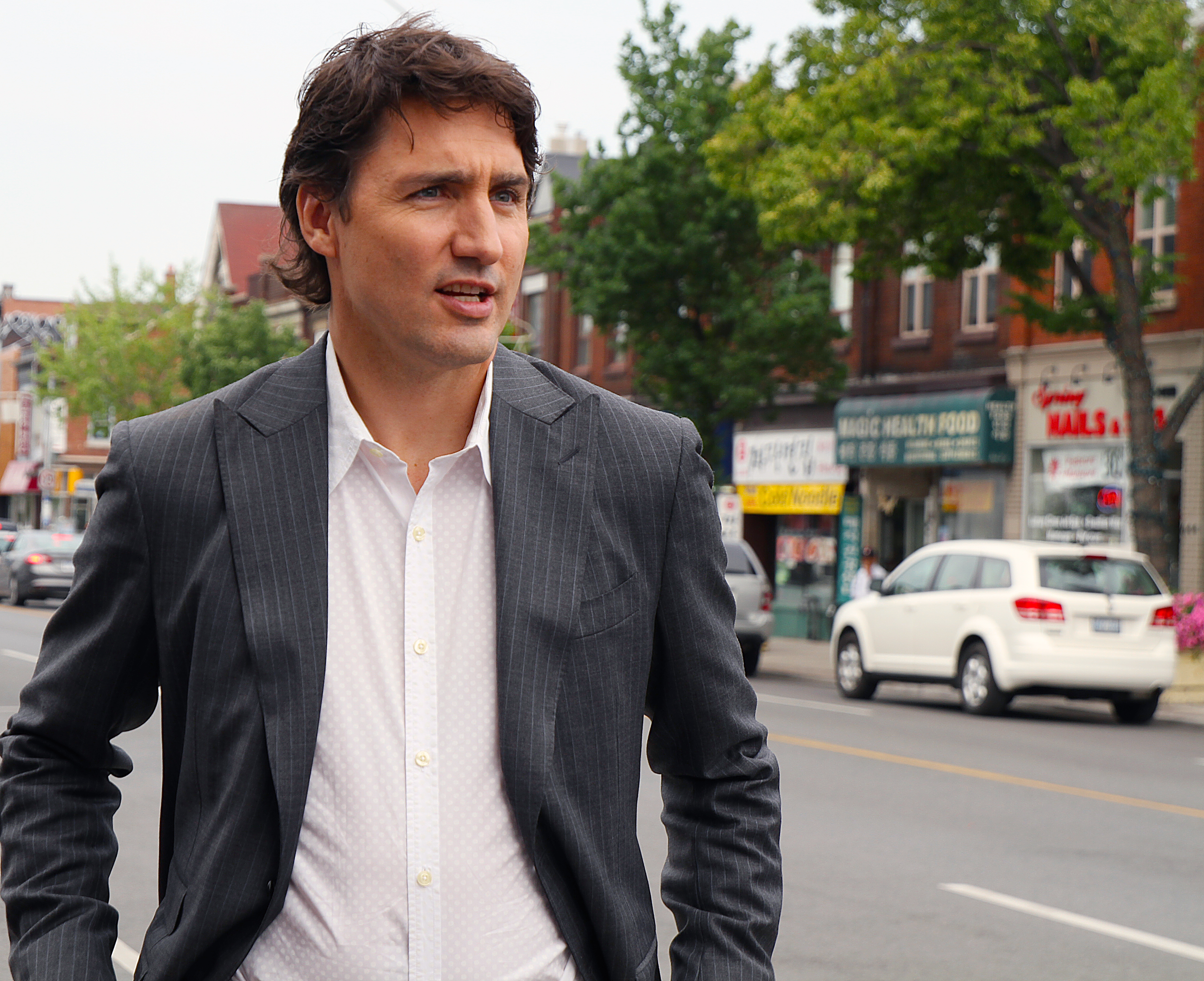
Justin Trudeau, primer ministre del Canadà.

El primer ministre (en femení, la primera ministra) és el ministre de més alt rang del gabinet o Consell de Ministres de la branca executiva del govern d'un sistema parlamentari. Entre les seves tasques figura nomenar els altres ministres i presidir les deliberacions del Consell de Ministres. Per damunt d'ells només hi sol haver el cap d'Estat (un monarca o un president), que normalment té una funció representativa. El primer ministre sol ser nomenat pel cap d'Estat, prèvia recomanació o proposta del parlament, i normalment és el cap de files del partit més votat a les eleccions legislatives. En la majoria dels casos, depenent de la constitució de cada estat, el primer ministre i la resta dels ministres del gabinet són alhora membres del parlament. No obstant això, en els sistemes semipresidencialistes un primer ministre és l'oficial que ha estat designat per a gestionar el servei civil i el govern interior de l'Estat sota les ordres del cap d'Estat (el president) amb qui comparteix el poder executiu actiu.
Encara que tenen gairebé les mateixes característiques i responsabilitats executives dels primers ministres, en alguns estats, aquest càrrec pot rebre altres noms, com ara president del govern a Espanya, canceller a Àustria i Alemanya, ministre president als estats federals alemanys i belgues, president del Consell de Ministres a Itàlia, Taoiseach a la República d'Irlanda, o premier a les províncies constituents del Canadà.